# Kagemni (vizir de Téti)
Pour les articles homonymes, voir Kagemni.
Kagemni est le nom porté par l'un des vizirs du pharaon Téti de la VIe dynastie.
Il prend pour épouse Nebtynoubkhet avec laquelle il a un fils nommé Tétiânkh.

## Biographie
Kagemni commence sa carrière sous le règne de Djedkarê Isési puis sert Ounas avant d'accéder à la plus haute fonction de l'État sous Téti.
Outre cette fonction, qui faisait de lui le second personnage de l'État, il occupe également plusieurs postes religieux dont la fonction de grand prêtre de Rê à Héliopolis.
Kagemni détient un grand nombre de titres :
- « surveillant des deux maisons d'or »
- « surveillant des deux trésoreries ».

Il a également occupé d'autres fonctions liées au palais royal :
- « surveillant des deux chambres de la parure du roi »,
- « directeur des manoirs des couronnes blanche et rouge »,
- « gardien des ornements de tête ».

En tant que vizir, Kagemni occupe également les fonctions de :
- « surveillant des scribes des documents du roi »,
- « surveillant de tous les travaux du roi »[1].

## Sépulture
Il se fait bâtir au nord-ouest de la pyramide de Téti un vaste mastaba qui contient notamment une inscription biographique relatant sa carrière. En tant que premier personnage de l'État après Pharaon, il bénéficie pour la décoration de son tombeau des meilleurs artistes royaux.
Le mastaba a été construit avec de grands blocs de calcaire. Une partie du mastaba se compose d'une chapelle de six pièces, d'une salle à piliers, de cinq magasins, de deux chambres contenant des bateaux, d'un serdab et d'un escalier qui donne accès au toit. Les murs de la chapelle sont décorés ainsi que les murs de la chambre funéraire, qui se trouvait au fond d'un puits. La chambre funéraire contenait un sarcophage en pierre inscrit avec un cercueil en bois à l'intérieur.
La tombe se compose d'un hall juste après l'entrée, suivi d'une salle à piliers, puis d'une suite de pièces au nord de la salle à piliers. Le hall d'entrée contient des scènes de la vie quotidienne, dont une scène avec des danseurs. La salle à piliers présente des scènes du vizir Kagemni sur un bateau, accompagné d'un petit esquif en papyrus transportant trois hommes. Il y a des scènes de pêche et des scènes de la vie sauvage, notamment des crocodiles, des libellules et des grenouilles. D'autres scènes dans la salle à piliers montrent du bétail, notamment un homme portant un veau et une vache en train d'être traite.
Les pièces situées à l'extérieur de la salle à piliers montrent Kagemni dans un fauteuil de transport avec des assistants. Cette scène comprend plusieurs de ses titres. D'autres scènes dans cette pièce montrent des oiseaux, notamment une scène où des oies sont gavées. Une autre scène montre des hyènes en train d'être gavées, d'une manière très similaire à celle de la tombe de Mérérouka.